# Drácula de Bram Stoker
Bram Stoker's Dracula (bra/prt: Drácula de Bram Stoker) é um filme estadunidense de 1992, dos gêneros drama, suspense, romance e terror, dirigido por Francis Ford Coppola, baseado na obra literária de Bram Stoker.

## Sinopse
O filme conta a história do líder romeno Vlad Tepes (Vlad Drácula). Em 1462, Vlad Drácula, membro da Ordem do Dragão, retorna de uma vitória contra os turcos e descobre que sua esposa Elisabeta cometeu suicídio depois que seus inimigos relataram falsamente sua morte. Um padre diz a ele que a alma de sua esposa está condenada ao Inferno por cometer suicídio. Enfurecido, Vlad profana a capela e renuncia a Deus, declarando que se levantará da sepultura para vingar Elisabeta com todos os poderes das trevas. Ele então enfia sua espada na cruz de pedra da capela e bebe o sangue que sai dela, tornando-se um vampiro.

## Elenco
- Gary Oldman como Vlad Tepes / Conde Drácula
- Winona Ryder como Elisabetha / Mina Harker
- Keanu Reeves como Jonathan Harker
- Anthony Hopkins como Professor Abraham Van Helsing
- Richard E. Grant como Dr. Jack Seward
- Cary Elwes como Lorde Arthur Holmwood
- Bill Campbell como Quincey P. Morris
- Sadie Frost como Lucy Westenra
- Tom Waits como R.M. Renfield
- Monica Bellucci como Súcubo / Noiva de Drácula

## Recepção
No agregador de críticas dos Estados Unidos, o Rotten Tomatoes, na pontuação onde a equipe do site categoriza as opiniões da  grande mídia e da mídia independente apenas como positivas ou negativas, o filme tem um índice de aprovação de 76% calculado com base em 62 comentários dos críticos. Por comparação, com as mesmas opiniões sendo calculadas usando uma média aritmética ponderada, a nota alcançada é 6,7/10 que é seguida do consenso: "Exagerado no melhor sentido da palavra, a visão de Francis Ford Coppola do Drácula de Bram Stoker resgata o personagem de décadas de interpretações exageradas - e apresenta algumas performances fantásticas".
Em outro agregador de críticas também dos Estados Unidos, o Metacritic, que calcula as notas das opiniões usando somente uma média aritmética ponderada de determinados veículos de comunicação em maior parte da grande mídia, o filme tem uma pontuação de 57 entre 100, alcançada com base em 17 avaliações da imprensa anexadas no site, com a indicação de "revisões mistas ou neutras".

## Principais prêmios e indicações
| Prêmio     | Categoria                         | Recipiente                                                      | Resultado |
| ---------- | --------------------------------- | --------------------------------------------------------------- | --------- |
| Oscar 1993 | Melhor figurino                   | Eiko Ishioka                                                    | Venceu    |
| Oscar 1993 | Melhor edição de som              | Leslie Shatz                                                    | Venceu    |
| Oscar 1993 | Melhor maquiagem                  | Greg Cannom, Michele Burke, Matthew Mungle                      | Venceu    |
| Oscar 1993 | Melhor design de produção         | Thomas Sanders                                                  | Indicado  |
| BAFTA 1994 | Melhor figurino                   | Eiko Ishioka                                                    | Indicado  |
| BAFTA 1994 | Melhor maquiagem e caracterização | Greg Cannom, Michele Burke, Matthew Mungle                      | Indicado  |
| BAFTA 1994 | Melhor direção de arte            | Thomas Sanders                                                  | Indicado  |
| BAFTA 1994 | Melhores efeitos visuais          | Roman Coppola, Gary Gutierrez, Michael Lantieri, Gene Warren Jr | Indicado  |